# Guillaume Brune
Guillaume Marie-Anne Brune (Brive-la-Gaillarde, 13 de março de 1763 - Avinhão, 2 de agosto de 1815) foi um comandante militar francês, Marechal do Império e figura política que serviu durante as Guerras Revolucionárias Francesas e as Guerras Napoleônicas.

## Juventude
Brune nasceu em Brives (agora chamado Brive-la-Gaillarde) na província de Limousin, filho de Étienne Brune, um advogado, e Jeanne Vielbains. Ele se mudou para Paris em 1785, estudou direito e se tornou um jornalista político. Ele abraçou as idéias da Revolução Francesa e, logo após sua eclosão, alistou-se na Guarda Nacional de Paris e juntou-se aos Cordeliers, eventualmente se tornando amigo de Georges Danton.

## Guerras revolucionárias
Brune lutou em Bordeaux durante as revoltas federalistas e em Hondschoote e Fleurus. Em 1793, Brune foi nomeado general de brigada e participou da luta dos 13 Vendémiaire (5 de outubro de 1795) contra os insurgentes monarquistas em Paris.

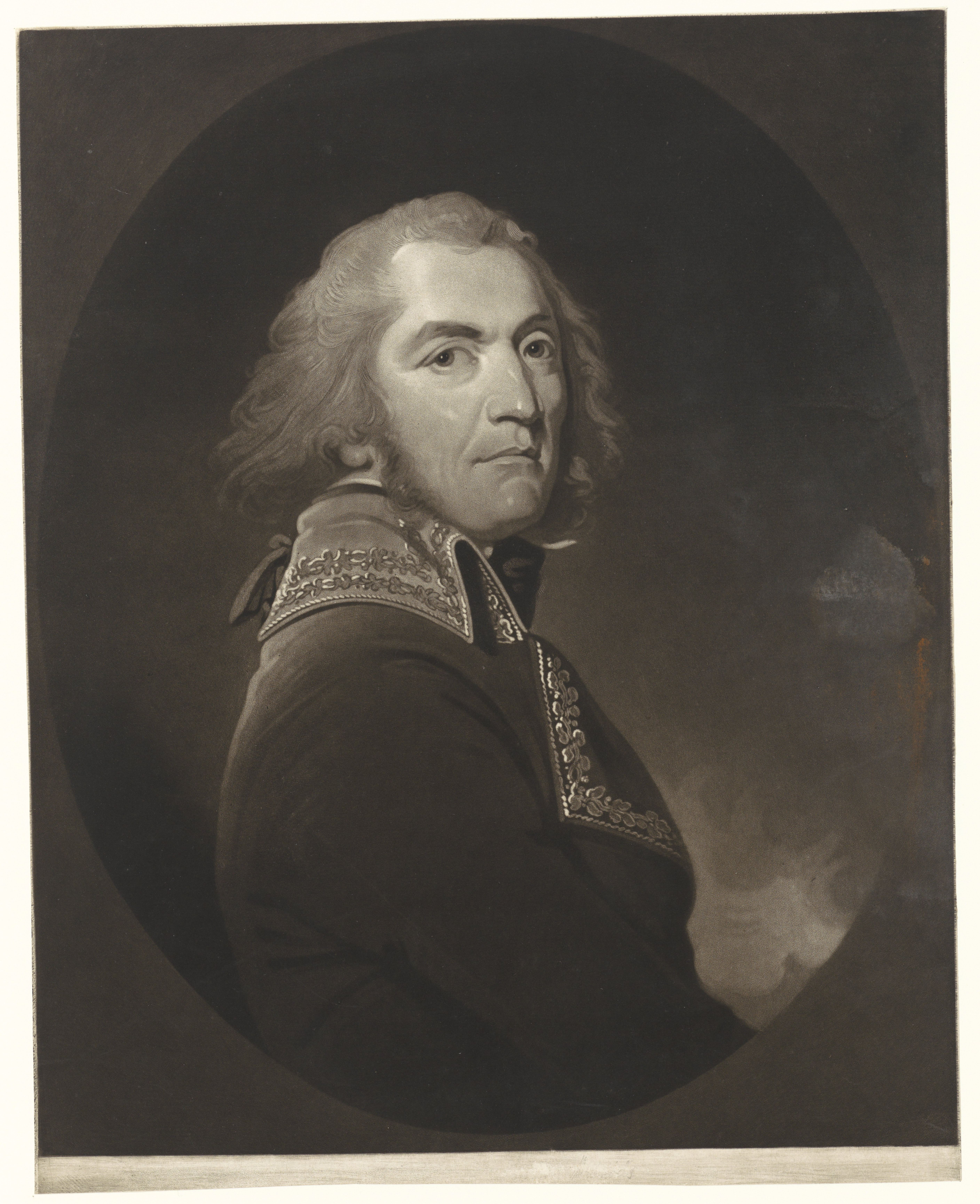
Brune como comandante do Armée de Batavie na República Bataviana, por Charles Howard Hodges (c. 1799)

Em 1796, ele serviu sob o comando de Napoleão Bonaparte na campanha italiana e foi promovido a général de division por um bom serviço em campo. Brune comandou o exército francês que ocupou a Suíça em 1798 e estabeleceu a República Helvética. No ano seguinte, comandou as tropas francesas em defesa de Amsterdã contra a invasão anglo-russa da Holanda sob o duque de York, na qual esteve completamente bem-sucedido - as forças anglo-russas foram derrotadas na Batalha de Castricum e obrigadas, após uma retirada violenta, a reembarcar. Ele prestou um bom serviço adicional em Vendée e na Península Italiana de 1799-1801 (vencendo a Batalha de Pozzolo).

## Guerras Napoleônicas

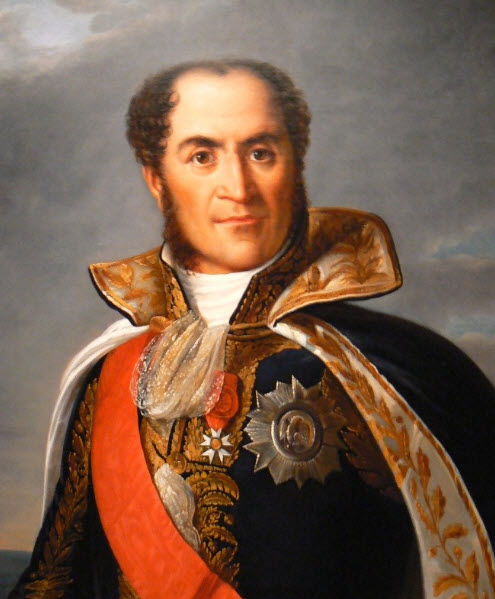
Guillaume Marie-Anne Brune

Após sua coroação como imperador dos franceses em 1804, Napoleão fez de Brune um marechal do Império (Maréchal d'Empire) enquanto ele ainda estava em Constantinopla. Durante as campanhas contra a Áustria durante a Guerra da Terceira Coalizão, o marechal Brune comandou o exército em Boulogne de 1805 a 1807, supervisionando as perfurações e mantendo um olhar atento sobre os britânicos. Em 1807, Brune foi nomeado Governador Geral dos Portos Hanseáticos e em 1808, Brune manteve o comando das tropas que lutaram na Guerra da Quarta Coalizão e ocupou a Pomerânia sueca, tomando Stralsund e a Ilha de Rugen. Apesar dessas vitórias, seu republicanismo ferrenho e um encontro com Gustavo IV Adolfo da Suécia levantou as suspeitas de Napoleão apenas pioradas por Brune, que se recusou a falar com Napoleão sobre isso, alegando simplesmente que "É uma mentira". Brune cometeu seu maior erro ao esboçar um tratado entre a França e a Suécia quando escreveu "o exército francês" em vez de "Exército de Sua Majestade Imperial". Seja um insulto intencional ou ato de incompetência, Napoleão ficou furioso e Brune foi afastado do cargo. Ele então passou os próximos anos em sua propriedade rural em desgraça e não foi reempregado até 1815.

## Cem dias e morte
Após a abdicação de Napoleão, Brune foi premiado com a Cruz de São Luís por Luís XVIII, mas se uniu à causa do imperador após sua fuga do exílio em Elba. Deixando para trás suas disputas anteriores, Napoleão nomeou Brune como comandante do Exército do Var durante os Cem dias. Aqui, ele defendeu o sul da França contra as forças do Império Austríaco e do Reino da Sardenha, com a adição da Frota Britânica do Mediterrâneo e dos guerrilheiros realistas locais. Brune, enquanto segurava Liguria, começou lentamente a recuar, segurando Toulon. Brune manteve as turbas em Marselha e Provença sob controle.

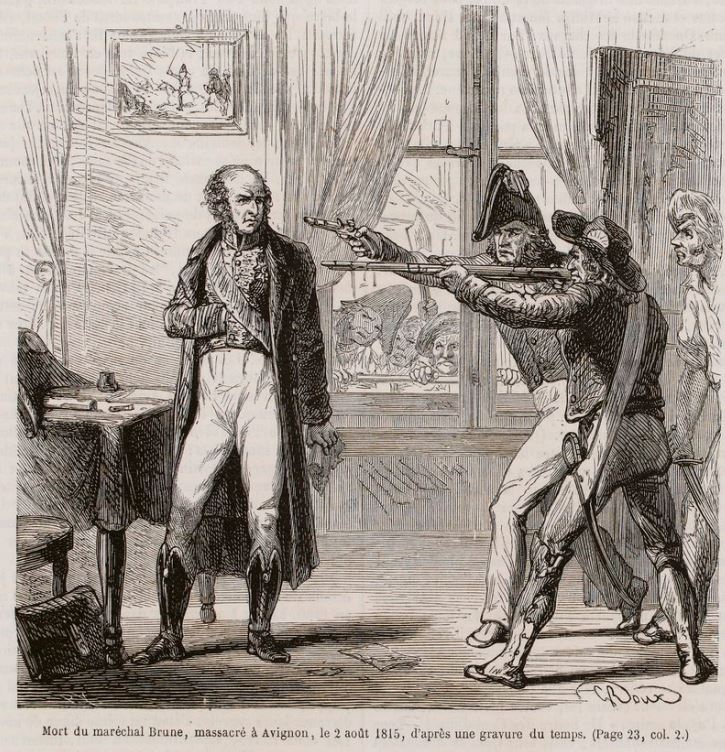
Morte de Brune, ilustração de Gustave Roux

Em 22 de julho de 1815, após ouvir sobre a derrota em Waterloo, Brune entregou Toulon aos britânicos. Temendo as turbas monárquicas na Provença e ciente de seu ódio por ele, Brune pediu ao almirante Edward Pellew que o levasse para a Itália, mas o pedido foi rudemente negado, com Pellew chamando-o de "o príncipe dos patifes" e um "canalha". Brune então decidiu viajar para Paris por terra com a promessa de proteção realista, embora nenhuma fosse fornecida. Ele conseguiu chegar em segurança com dois ajudantes de campo em Avignon, mas foi baleado e morto por uma multidão realista furiosa depois de ser perseguido em um hotel, como uma vítima do Segundo Terror Branco. O novo governo Bourbon logo inventou a história de que Brune havia cometido suicídio. Seu corpo, jogado no rio Ródano, foi recuperado por um pescador e enterrado por fazendeiros locais, e mais tarde foi recuperado por sua esposa Angélique Nicole para ser enterrado no cemitério de Saint-Just-Sauvage.
Um inquérito forçado por sua viúva tornou público mais tarde que o assassinato de Brune havia sido encoberto pelas autoridades reais e revelou que a multidão responsável foi liderada por alegações infundadas de que Brune foi quem exibiu a cabeça da Princesa de Lamballes em um pique em torno de Paris durante os massacres de setembro. Em 1839, um ano após a morte de Angélique, um monumento ao Marechal Brune foi erguido em sua cidade natal de Brives.